# West Camel
West Camel är en ort och civil parish i Storbritannien.   Den ligger i grevskapet Somerset och riksdelen England, i den södra delen av landet, 180 km väster om huvudstaden London. West Camel ligger 25 meter över havet och antalet invånare är 459.
Terrängen runt West Camel är platt. Runt West Camel är det ganska tätbefolkat, med 86 invånare per kvadratkilometer. Närmaste större samhälle är Yeovil, 8,9 km söder om West Camel. Trakten runt West Camel består till största delen av jordbruksmark.